# Ma bibliothèque
 (mars 2022).
La mise en forme du texte ne suit pas les recommandations de Wikipédia : il faut le « wikifier ».
Les points d'amélioration suivants sont les cas les plus fréquents :
- Les titres sont pré-formatés par le logiciel. Ils ne sont ni en capitales, ni en gras.
- Le texte ne doit pas être écrit en capitales (les noms de famille non plus), ni en gras, ni en italique, ni en « petit »…
- Le gras n'est utilisé que pour surligner le titre de l'article dans l'introduction, une seule fois.
- L'italique est rarement utilisé : mots en langue étrangère, titres d'œuvres, noms de bateaux, etc.
- Les citations ne sont pas en italique mais en corps de texte normal. Elles sont entourées par des guillemets français : « et ».
- Les listes à puces sont à éviter, des paragraphes rédigés étant largement préférés. Les tableaux sont à réserver à la présentation de données structurées (résultats, etc.).
- Les appels de note de bas de page (petits chiffres en exposant, introduits par l'outil «  Source ») sont à placer entre la fin de phrase et le point final[comme ça].
- Les liens internes (vers d'autres articles de Wikipédia) sont à choisir avec parcimonie. Créez des liens vers des articles approfondissant le sujet. Les termes génériques sans rapport avec le sujet sont à éviter, ainsi que les répétitions de liens vers un même terme.
- Les liens externes sont à placer uniquement dans une section « Liens externes », à la fin de l'article. Ces liens sont à choisir avec parcimonie suivant les règles définies. Si un lien sert de source à l'article, son insertion dans le texte est à faire par les notes de bas de page.
- La présentation des références doit suivre les conventions bibliographiques. Il est recommandé d'utiliser les modèles {{Ouvrage}}, {{Chapitre}}, {{Article}}, {{Lien web}} et/ou {{Bibliographie}}. Le mode d'édition visuel peut mettre en forme automatiquement les références.
- Insérer une infobox (cadre d'informations à droite) n'est pas obligatoire pour parachever la mise en page.

Pour une aide détaillée, merci de consulter Aide:Wikification.
Si vous pensez que ces points ont été résolus, vous pouvez retirer ce bandeau et améliorer la mise en forme d'un autre article.
Ma bibliothèque, également appelée " Chitanka ", est une bibliothèque Web électronique bulgare pour les livres publiés en bulgare.
Le projet de création de la bibliothèque date de fin 2005. Il vise à fournir aux citoyens bulgares un accès à la littérature en bulgare de n'importe où dans le monde via Internet. Le site est "l'un des premiers en Bulgarie à permettre aux aveugles d'accéder aux livres". À des fins éducatives, des listes de lectures liées aux programmes de langue et de littérature bulgares du système du Ministère de l'Éducation et des Sciences de la Bulgarie  ont été constituées.
Les bibliothèques électroniques d'Alexander Minkowski et de Mandor ont servi de base à la création de la collection de la bibliothèque. Leur développement est effectué par un éventail légèrement large de bénévoles qui numérisent, traitent, vérifient le texte pour les erreurs et préparent pour la publication des livres individuels. Ils travaillent de manière indépendante ou en collaboration avec d'autres bénévoles.
Le matériel collecté et sa maintenance sur les serveurs du site sont effectués sur la base du volontariat et avec la participation de sponsors.
L'utilisation de la bibliothèque est gratuite et n'est pas payée par les utilisateurs.
Les documents publiés sont la propriété de leurs créateurs - écrivains, poètes, illustrateurs, éditeurs et autres. Le site "Ma bibliothèque" n'autorise pas la publication de publications avant qu'au moins 5 années civiles ne se soient écoulées depuis l'année de leur première publication en Bulgarie. Nous recherchons une connexion avec tous les auteurs bulgares vivants pour obtenir l'autorisation explicite de publier leurs œuvres.
Les livres sont au format de données fb2 . zip, epub, txt .zip et sfb .zip.
Un lien vers " Chitanka " est publié dans la liste des liens vers des sites de livres électroniques sur le site readerbg, et ce lien était disponible en 2013. Sur le site officiel du projet Global Libraries, le lien s'intitule "Sites qui peuvent lire des e-books".

## Contradictions
Depuis sa création, le site a été attaqué par des éditeurs bulgares et leurs organisations telles que l'Association bulgare du livre. Les opposants au site soutiennent qu'il y a violation du droit d'auteur en raison de la possibilité d'un accès gratuit au texte des œuvres.
En 2020, l'un des propriétaires d'un serveur saisi dix ans plus tôt avait condamné la Bulgarie devant la Cour européenne des droits de l'homme. Le tribunal de Strasbourg a conclu qu'il n'y avait pas eu violation de la loi sur le droit d'auteur et les droits voisins. La raison en est que la loi autorise "la reproduction d'œuvres déjà publiées provenant de bibliothèques publiques, d'écoles ou d'autres établissements d'enseignement, de musées et d'archives, à des fins éducatives ou dans le but de préserver l'œuvre, si ce n'est à des fins commerciales".

## Sources
1. ↑  A propos de „Ma bibliothèque“ sur le site web et Annonce aux utilisateurs
2. ↑  (bg) « Comment " le geek " Edward Snowden est-il devenu un informateur de la CIA ? », sur bnr.bg (consulté le 22 mars 2022)
3. ↑  (bg) « Bibliothèque pour l'étudiant », sur Моята библиотека (consulté le 22 mars 2022)
4. ↑  Dimitar Panayotov, « Entretien avec "Chitanka" - Robin des Bois ou voleur de livres ? », Sous le pont, 10 octobre 2015
5. ↑  (bg) « Travaux - @De l'auteur », sur Моята библиотека (consulté le 22 mars 2022)
6. ↑  « Liens vers des sites de livres électroniques », sur web.archive.org, 29 juillet 2013 (consulté le 22 mars 2022)
7. ↑  (bg) « Liens utiles pour les propriétaires de Kindle | Global Libraries Foundation - Bulgarie », sur www.glbulgaria.bg (consulté le 22 mars 2022)
8. ↑  Pourquoi ont-ils arrêté le site web chitanka.info ?, BTV News
9. ↑  (bg) « Les anonymes qui se cachent derrière le site web "Chitanka" en Occident auraient dû être en prison depuis longtemps. », sur e-vestnik.bg, 5 octobre 2015 (consulté le 22 mars 2022)
10. ↑  (bg) « "Chitanka" et le nouveau verdict contre la Bulgarie. Comment le GDPR n'a pas réussi à sauver la culture de l'internet », sur Свободна Европа (consulté le 22 mars 2022)